# Märchenpark Vilnius

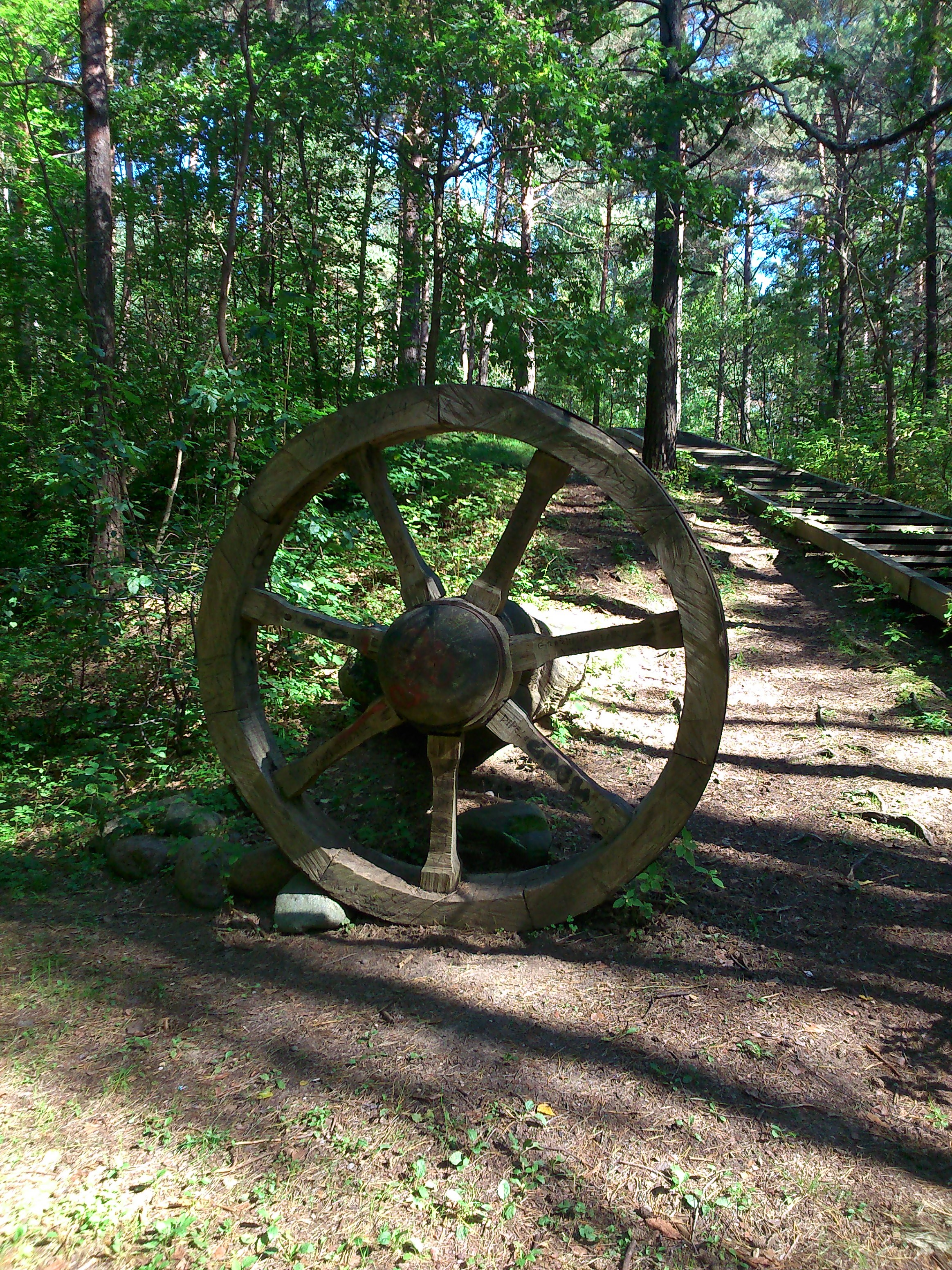
Holzrad im Park

Der Märchenpark Vilnius (lit. Pasakų parkas) ist ein Märchenwald im westlichen Teil der litauischen Hauptstadt Vilnius, in den Stadtteilen Karoliniškės und Lazdynai, unweit vom Handelszentrum RIMI und Musikschule Karoliniškės, in der Loreta-Asanavičiūtė-Straße. Im Stadtpark gibt es Holzskulpturen mit verschiedenen Helden aus Märchen und Mythologie.

## Geschichte
Der Skulpturenpark „Pasakų parkas“ wurde 1986 errichtet. Am 26. Mai 1987 wurde der Freizeitpark offiziell eröffnet. Der Projektautor war Landschaftsarchitekt Romualdas Jurgilis. Später wurde die am Park liegende Haltestelle „Žiedas“ von „Vilniaus viešasis transportas“ in „Pasakų parkas“ umbenannt. Hier fahren die Linien Nr. 1, 3 und 9 der Vilniusser Oberleitungsbusse. 1987 wurde der Park mit den Holzskulpturen beschmückt. Zur Sicherheit der Besucher gab es berittene Polizei. Die Stadtgemeinde Vilnius errichtete Sitzbänke und einen Schuppen. 2003 wurde der Park unter der Leitung von Zita Žepnickienė, Leiterin des Amtsbezirks Karoliniškės und des Amtsbezirk Lazdynai, während der Aktion „Atgaivinkime Pasakų parką!“ gereinigt.
Von 2005 bis 2008 gab es Sonntagsfeste, jeweils am letzten Maisonntag.
2013 erneuerte das Kommunalunternehmen UAB „Vilniaus vandenys“ den Park.

## Galerie

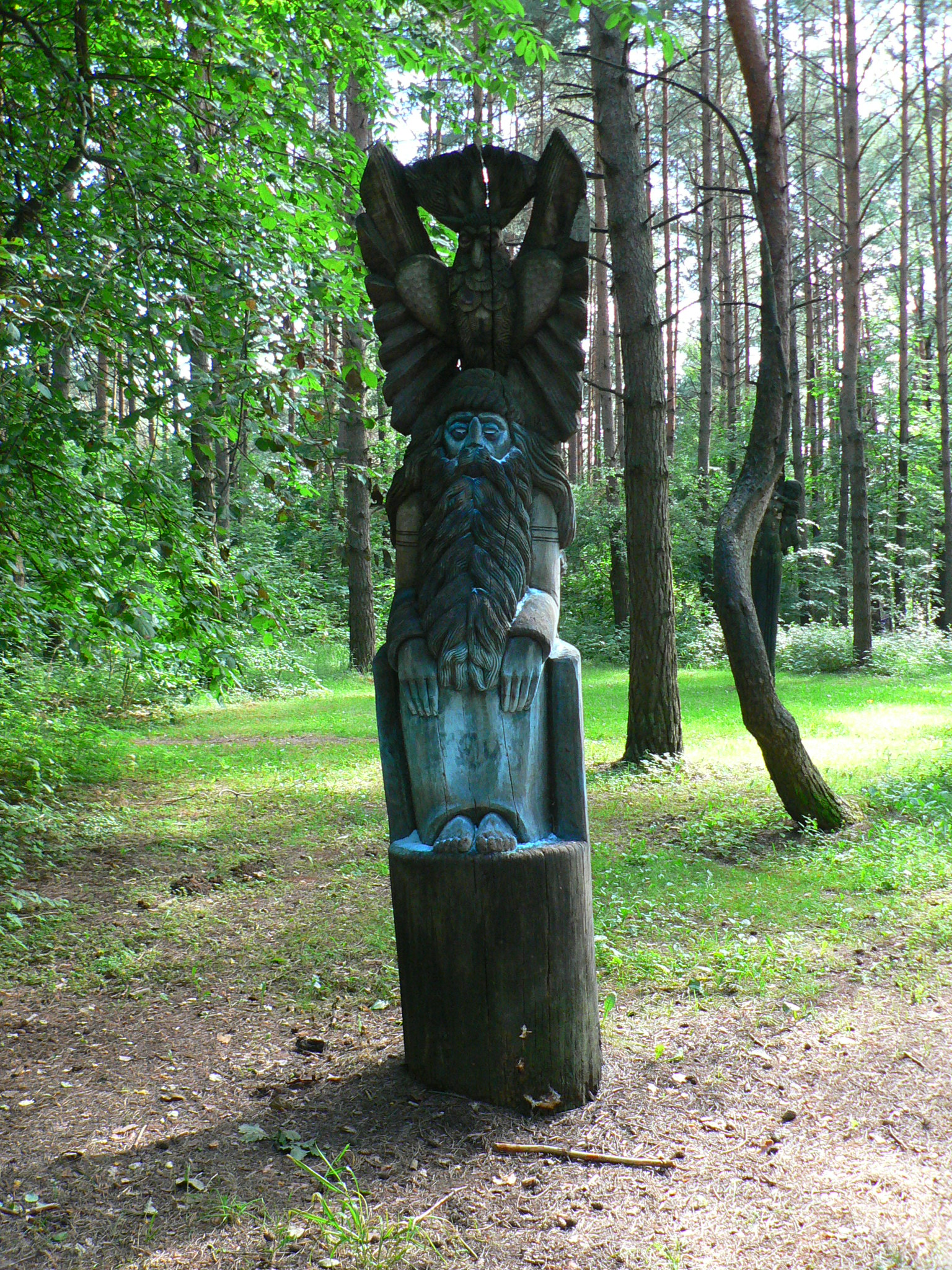
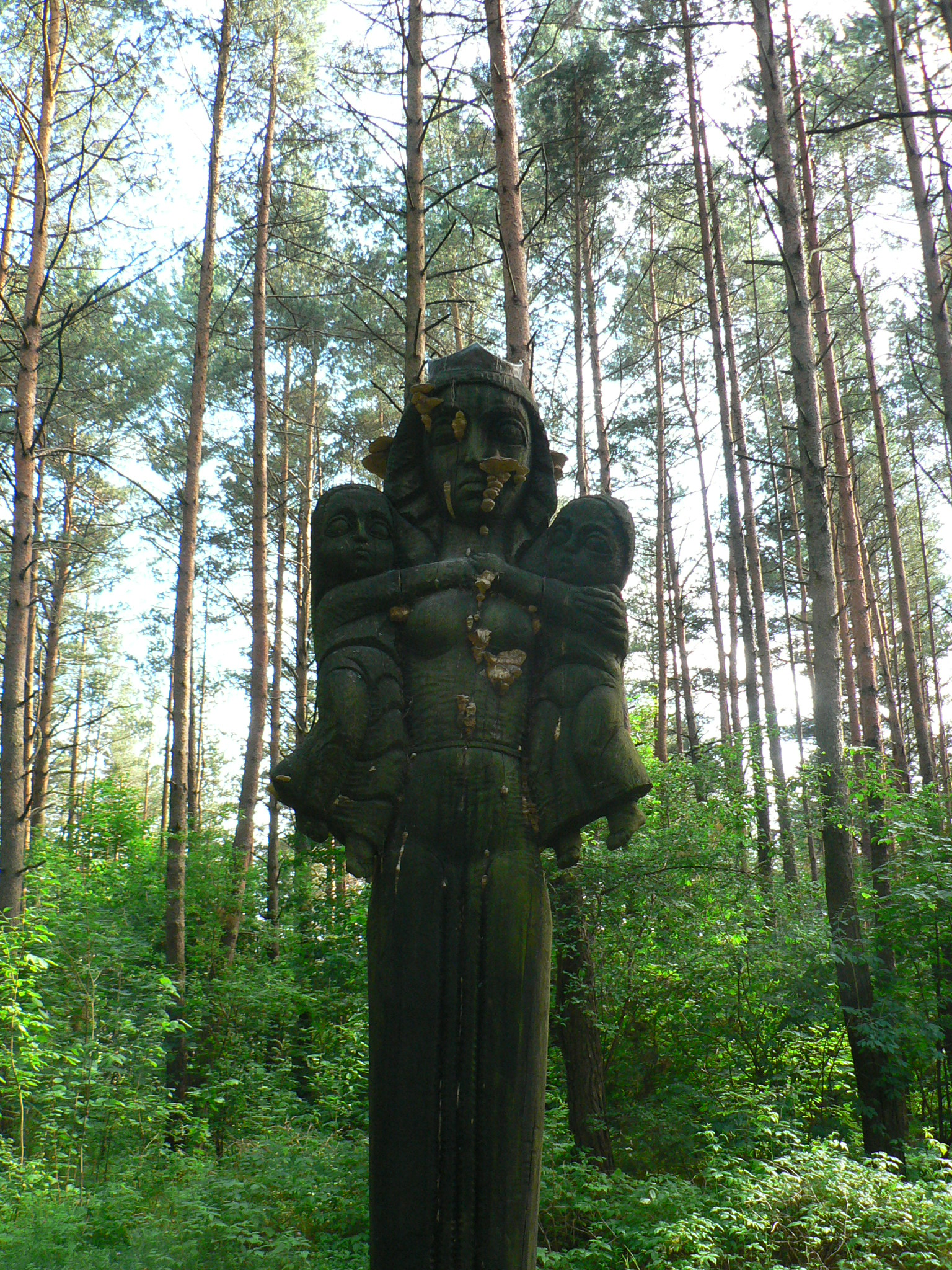
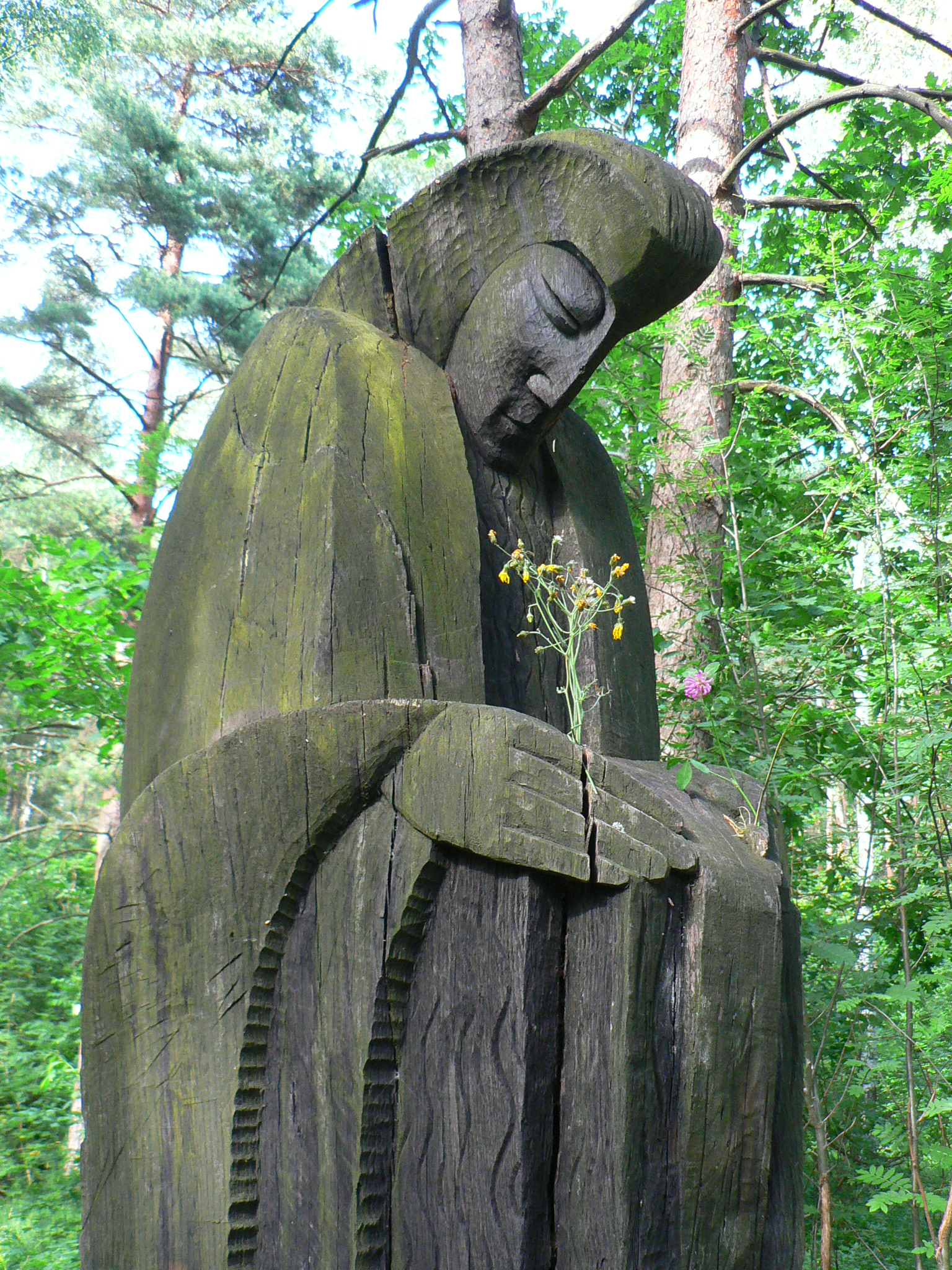
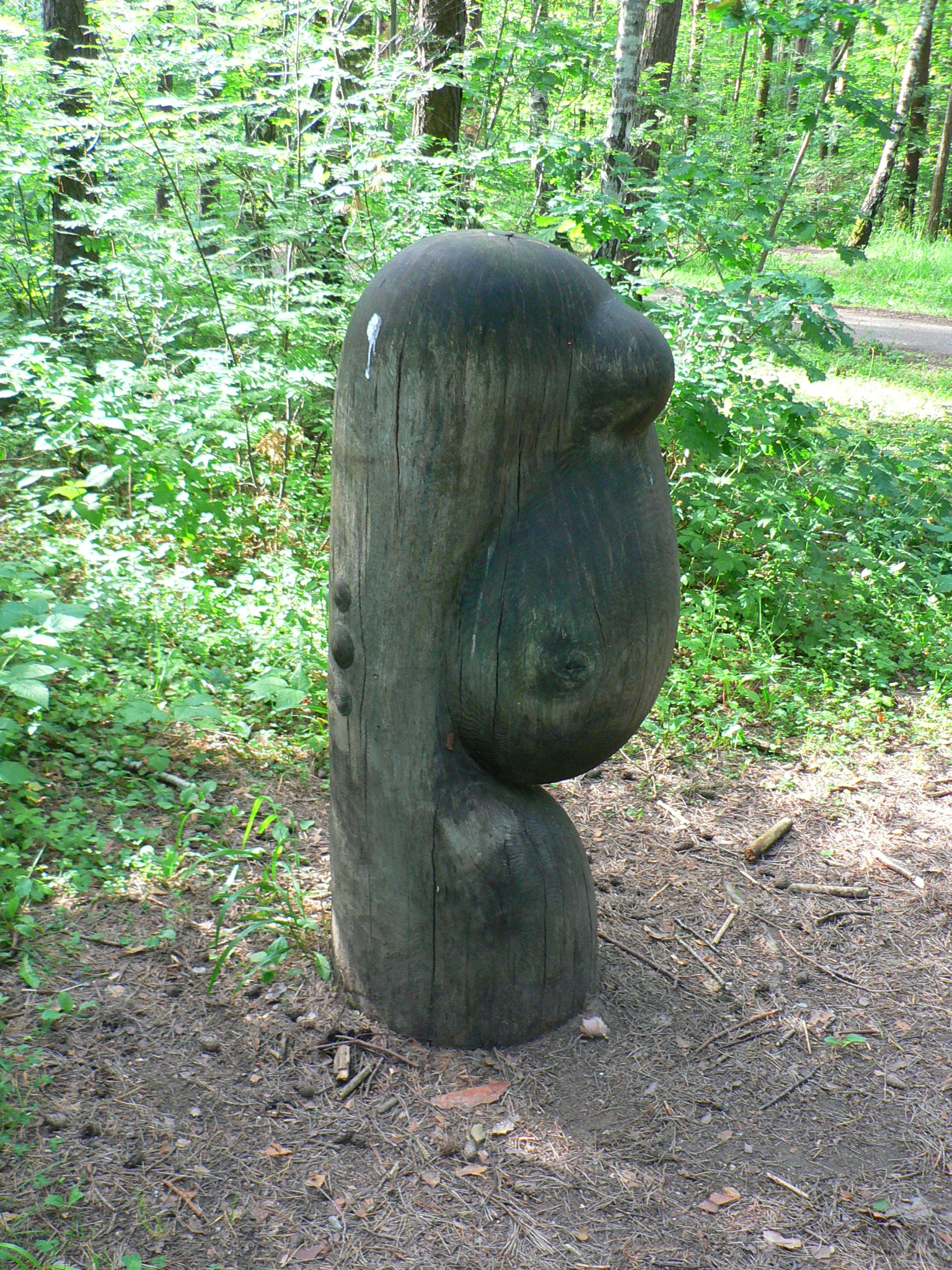
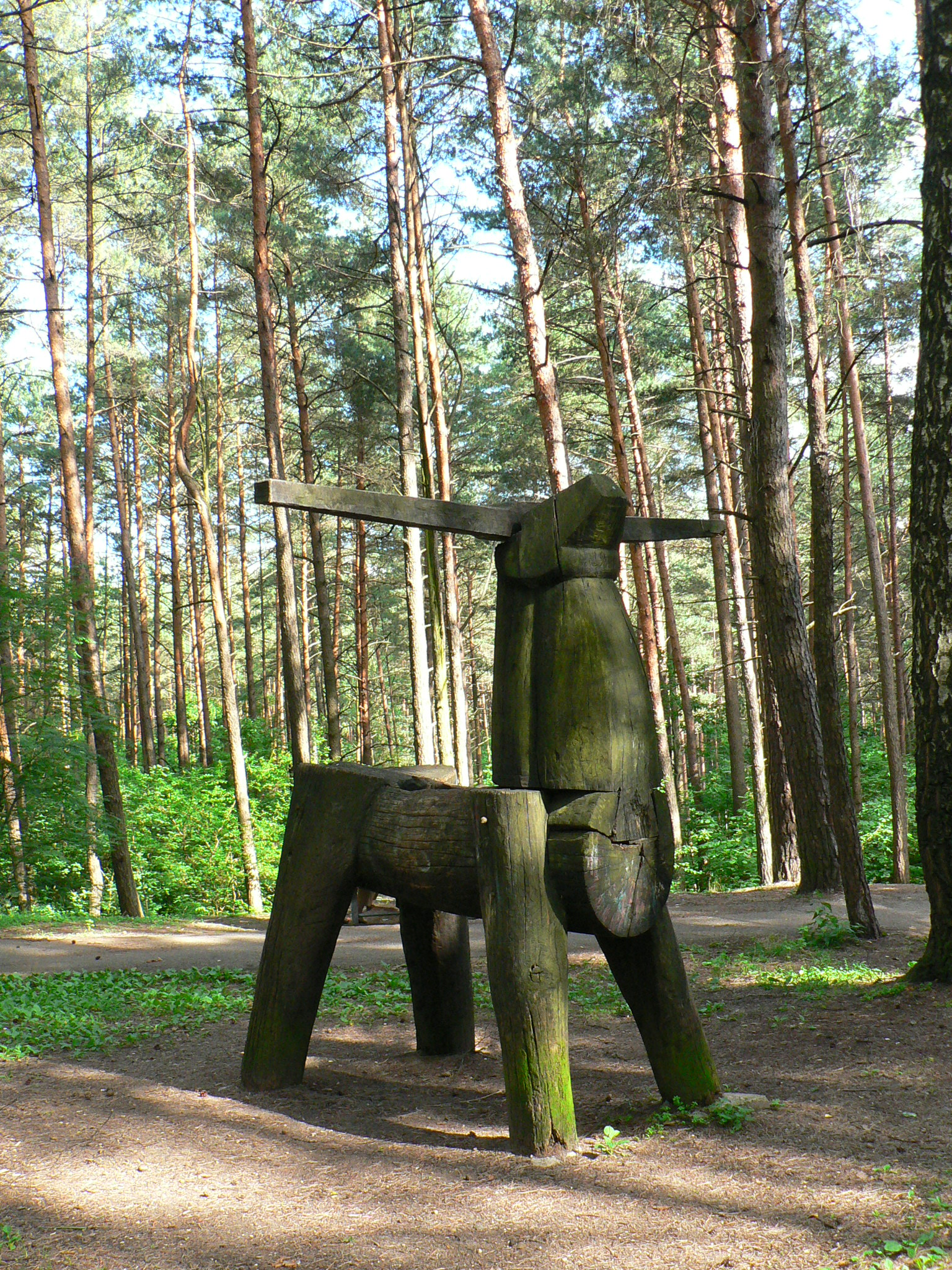
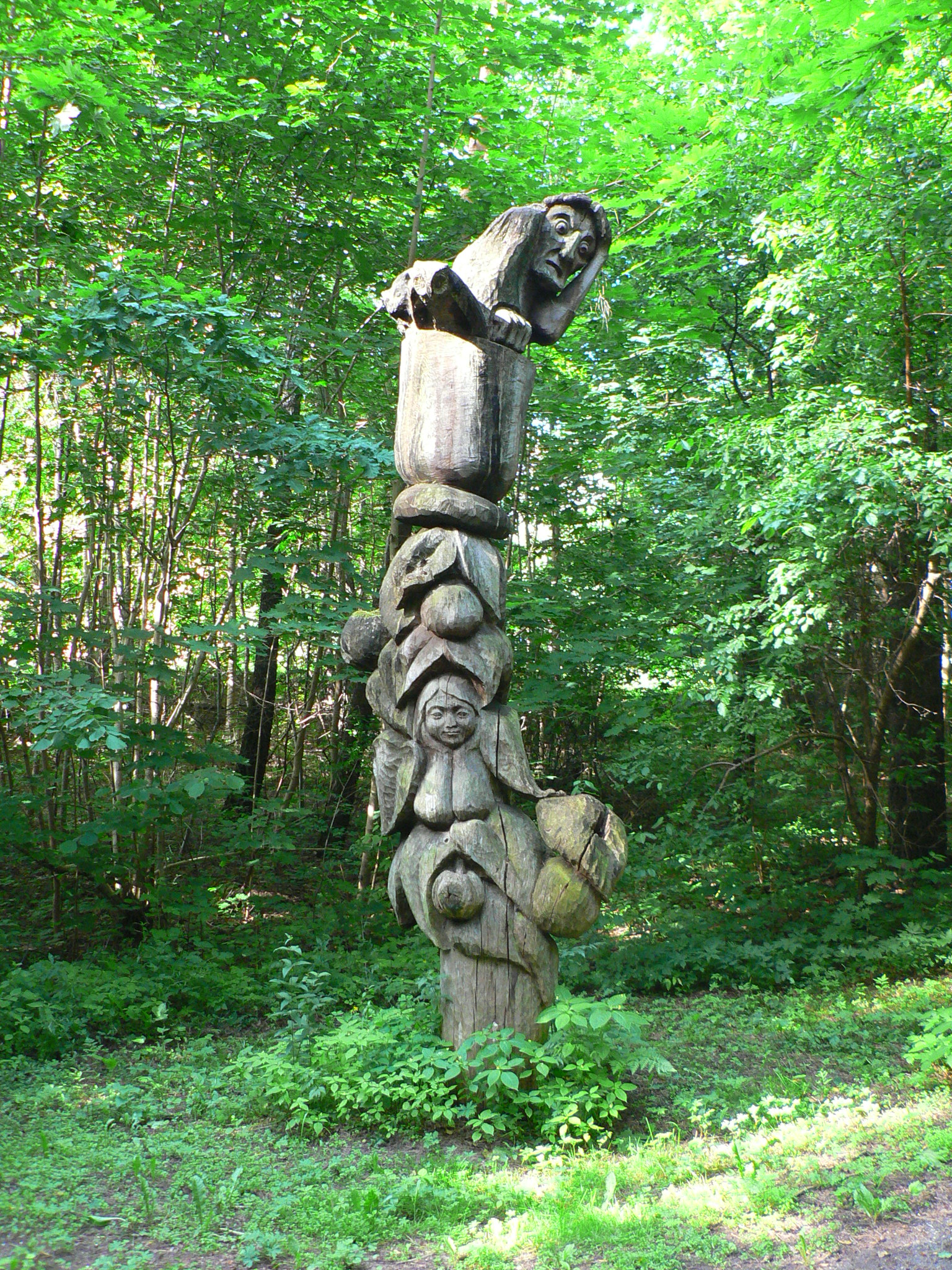
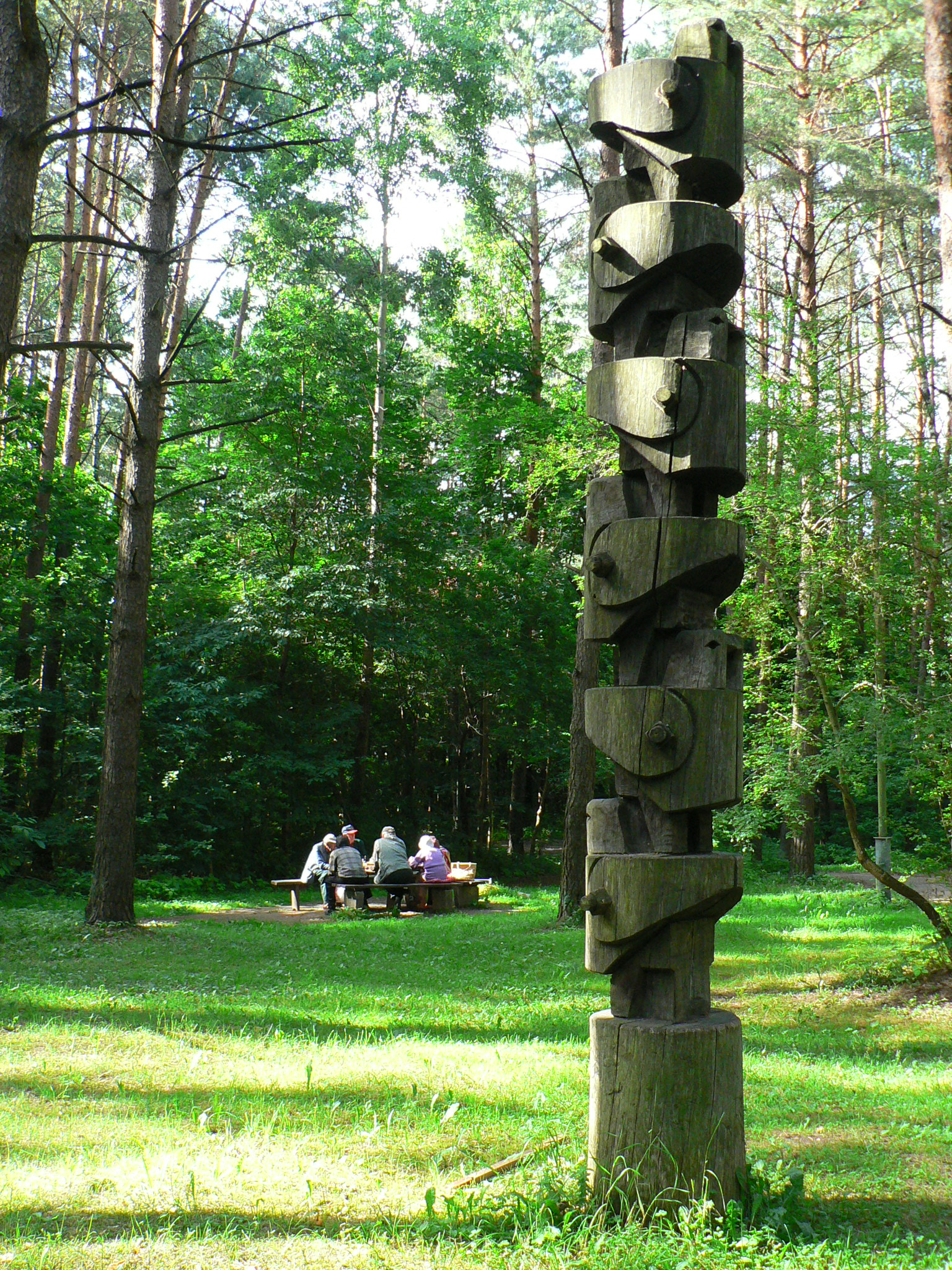